# NGC 7103
NGC 7103 is een elliptisch sterrenstelsel in het sterrenbeeld Steenbok. Het hemelobject werd in 1886 ontdekt door de Amerikaanse astronoom Frank Muller.

## Synoniemen
- ESO 531-15
- NPM1G -22.0349
- AM 2137-225
- PGC 67124